# تحالف عالم واحد
 تحالف عالم واحد (بالإنجليزية: Oneworld) هو ثالث أكبر تحالف طيران في العالم بعد تحالف ستار وتحالف سكاي تيم، يرجع تاريخ تأسيس التحالف إلى عام 1999 ويضم التحالف أربعة عشر شركة طيران. ويخدم التحالف أكثر من 1000 وجهة في 158 دولة حول العالم، وخدم التحالف أكثر من 520 مليون مسافر سنوياً، ويشغل التحالف أكثر من 3550 طائرة من مختلف الطرازات. وفي عام 2007 بلغت أرباح التحالف ما يقارب 7.8 مليار دولار أمريكي.

## الأعضاء
الخطوط الجوية الأمريكية
 الخطوط الجوية البريطانية
 كاثاي باسيفيك
 فين إير
 الخطوط الجوية الأيبيرية
 الخطوط الجوية اليابانية
 خطوط لان الجوية
 كانتاس
 الملكية الأردنية
 خطوط إس سفن
 الخطوط الجوية القطرية
 الخطوط الجوية السريلانكية
 الخطوط الجوية الماليزية
 الخطوط الجوية الاماراتية
 الخطوط الملكية المغربية